# Зимске олимпијске игре 1932.
III Зимске олимпијске игре су одржане 1932. године Лејк Плесиду, у САД, Игре су првобитно планиране у месту Биг Пинес у држави Калифорнија, али су због лоше ситуације са временом и недостатка снега пребачене у Лејк Плесид.
Како су игре биле одржане у време велике економске кризе које је тада владала било је доста потешкоћа у организацији, које су делом поправиле приватне донације.
У такмичарском програму су се истакнули следећи појединци и тимови:
- Соња Хени из Норвешке је одбранила наслов олимпијске победнице с прошлих игара у уметничком клизању. Наслов је одбранио и француски клизачки пар Андре Жоли и Пјер Брунет. Међутим, клизач Гилис Графстром из Шведске није успео у походу на своју четврту узастопну златну медаљу (он је имао злато с прва два издања ЗОИ, али и с Љетних игара 1920 кад је клизање на леду још било у програму љлтних игара) али није успио: овде је освојио „само“ сребро, иза Аустријанца Карла Шрефера.
- Један од чланова победничког боба четвероседа, тима САД је био и Еди Иган. Како је Иган раније освојио златну медаљу у боксу на Играма у Антверпену 1920. тиме је постао први, а до данашњег дана и једини спортиста у историји којем је пошло за руком бити победник и на љетним и на зимским олимпијским играма.

## Списак спортова
| - Боб - Брзо клизање - Хокеј на леду - Уметничко клизање |  | - Нордијско скијање: - Скијашко трчање - Нордијска комбинација - Скијашки скокови |

Демонстративни спортови су били карлинг, трке псећих запрега и брзо клизање за жене.

## Списак поделе медаља
(Медаље домаћина посебно истакнуте)
| Зимске олимпијске игре 1932.- Лејк Плесид | Зимске олимпијске игре 1932.- Лејк Плесид | Зимске олимпијске игре 1932.- Лејк Плесид | Зимске олимпијске игре 1932.- Лејк Плесид | Зимске олимпијске игре 1932.- Лејк Плесид | Зимске олимпијске игре 1932.- Лејк Плесид |
| ----------------------------------------- | ----------------------------------------- | ----------------------------------------- | ----------------------------------------- | ----------------------------------------- | ----------------------------------------- |
| Пласман                                   | Држава                                    | Злато                                     | Сребро                                    | Бронза                                    | Укупно                                    |
| 1                                         | САД                                       | 6                                         | 4                                         | 2                                         | 12                                        |
| 2                                         | Норвешка                                  | 3                                         | 4                                         | 3                                         | 10                                        |
| 3                                         | Канада                                    | 1                                         | 1                                         | 5                                         | 7                                         |
| 4                                         | Шведска                                   | 1                                         | 2                                         | 0                                         | 3                                         |
| 5                                         | Финска                                    | 1                                         | 1                                         | 1                                         | 3                                         |
| 6                                         | Аустрија                                  | 1                                         | 1                                         | 0                                         | 2                                         |
| 7                                         | Француска                                 | 1                                         | 0                                         | 0                                         | 1                                         |
| 8                                         | Швајцарска                                | 0                                         | 1                                         | 0                                         | 1                                         |
| 9                                         | Немачка                                   | 0                                         | 0                                         | 2                                         | 2                                         |
| 10                                        | Мађарска                                  | 0                                         | 0                                         | 1                                         | 1                                         |
|                                           |                                           |                                           |                                           |                                           |                                           |
| Укупно                                    | Укупно                                    | 14                                        | 14                                        | 14                                        | 42                                        |